# Химик (стадион, Новомосковск)
Стадио́н «Хи́мик» — футбольный стадион в городе Новомосковске, Россия. Домашняя арена футбольного клуба «Химик-Арсенал».

## История
Стадион открыт в 1954 году. В 1958 году становится домашней ареной местной команды мастеров, до этого принимавшей соперников в Бобрик-Донском. Находится на городской окраине и граничит с парком. До 1970 года носил название «Шахтёр», в 1990-е и в первое десятилетие XXI века — «Дон»[уточнить].

## Памятные даты
- 20 июля 1958 года — первый международный матч, в котором местные футболисты выиграли 2:0 у болгарской команды «Раковски», представлявшей Димитровградский химический комбинат.
- 20 августа 1961 года в присутствии 17000 зрителей сталиногорцы победили со счётом 2:0 московское «Динамо» и вышли в четвертьфинал Кубка СССР.
- 9 августа 1997 года — торжественное открытие после реконструкции, проходившей в 1995—1997 годах. Стадион становится чисто футбольным, оборудованным пластиковыми креслами и козырьками-навесами. Появляется вторая трибуна.
- 11 августа 2012 года стадион заново открыт после укладки искусственного газона шестого поколения, оснащённого системой подогрева.

## Адрес
- 301650, Россия, Тульская область, г. Новомосковск, ул. Садовского, д. 52.